# Kristina Šmigunová-Vähiová
Kristina Šmigunová-Vähiová, za svobodna Šmigun(ová) (* 23. února 1977, Tartu) je estonská politička a bývalá běžkyně na lyžích. Její sestra Katrin byla rovněž úspěšná lyžařka. Jejími rodiči jsou estonský Rus Anatolij Šmigun a Estonka Rutt Rehemaaová, oba rovněž bývalí lyžaři. V roce 2007 přerušila svou sportovní kariéru, rok studovala v USA, poté se jí narodila dcera. K závodění se vrátila tak, aby stihla přípravu na olympiádu ve Vancouveru, po níž závodní kariéru definitivně ukončila. Od roku 2019 je poslankyní estonského parlamentu Riigikogu.

## Největší úspěchy
12. února 2006 vyhrála zlatou olympijskou medaili v závodě na 7,5 km + 7,5 km a stala se tak první Estonkou, která získala medaili na zimní olympiádě. O čtyři dny později vyhrála druhou zlatou medaili na trati 10 km klasicky. Kristina Šmigunová se dosud zúčastnila šesti mistrovství světa na kterých vybojovala šest medailí - jednu zlatou, tři stříbrné a dvě bronzové. Medaili z olympiády získala i po mateřské přestávce (od července 2008 do srpna 2009) - ve Vancouveru byla druhá v běhu na 10 km volně.

## Dopingová aféra
V roce 2001 byla pozitivně testována na doping - anabolický steroid nandrolon (19-nortestosteron). Ovšem kvůli chybě laboratorních techniků, kteří při rozboru B vzorku postupovali jako u mužského vzorku nikoliv ženského, byl podle pravidel FIS doping považován za neprokázaný a nemohla být potrestána.
V únoru 2014 se objevily spekulace o jejím podezření z dopingu na ZOH 2006 v Turíně. Případ měla v roce 2016 projednávat Mezinárodní sportovní arbitráž CAS. V roce 2017 však MOV na svých internetových stránkách oznámil, že byla dokončena zpětná analýza všech vzorků odebraných během zimních olympijských her 2006 v Turíně a neodhalila žádné pozitivní případy. Neproběhnou žádná další řízení a proces je definitivně uzavřen.

## Politická kariéra
Po skončení své kariéry v běhu na lyžích dokončila studium ekonomie na univerzitě v Tartu. V listopadu 2018 oznámila, že bude za středopravicovou Reformní stranu kandidovat do estonského parlamentu Riigikogu. Reformní strana parlamentní volby v březnu 2019 vyhrála a Kristina Šmigunová-Vähiová se stala poslankyní.